# Van Heflin
Emmett Evan Heflin Jr., cujo nome artístico era Van Heflin (Walters, Oklahoma, 13 de dezembro de 1908 - Hollywood, Califórnia, 23 de julho de 1971), foi um ator norte-americano que militou tanto no cinema quanto no teatro. Ele interpretou vários pequenos papéis ao longo de sua carreira no cinema, mas durante a década de 1940 teve uma série de papéis principais. Ganhou um Oscar de melhor ator (coadjuvante/secundário) por sua interpretação no filme de 1942, Johnny Eager. Possui duas estrelas na Calçada da Fama, uma pelo seu trabalho no cinema, no número 6 309 da Hollywood Boulevard e outra pela sua atuação na televisão, no número 6 125 da mesma rua.

## Infância
Heflin nasceu no interior dosEstados Unidos, filho de Fannie B. e Dr. Emmett E. Heflin, um dentista. Tem ascendência irlandesa e francesa. É irmão da também atriz, indicada ao Emmy do Daytime, Frances Heflin. Van Heflin ao invés de seguir os passos do pai, sentiu-se atraído pelo mar. Depois de servir alguns anos na Marinha Mercante, estudou na Universidade de Oklahoma onde era membro da fraternidade Phi Delta Theta e descobriu a arte dramática.

## Carreira
Debutou na Broadway em meados da década de 1930, na peça End of Summer e foi visto por Katherine Hepburn, que convenceu a RKO Pictures a colocá-lo no elenco do filme, Liberta-te, Mulher (A Woman Rebels, 1936), estrelado por ela. Em 1941, Heflin assinou com a MGM, onde interpretou inicialmente diversos personagens secundários, entre eles o gentil capanga alcoólatra de Robert Taylor em A Estrada Proibida (Johnny Eager, 1941), papel que lhe valeu o prêmio Oscar no ano seguinte.
Protagonista ou coadjuvante/secundário, Heflin destacou-se em produções importantes como A Estrada de Santa Fé (Santa Fe Trail, 1940), Lili, A Teimosa (Presenting Lily Mars, 1943), Quando as Nuvens Passam (Till the Clouds Roll By, 1946), Fogueira de Paixões (Possessed, 1947), Os Três Mosqueteiros (The Three Musketeers, 1948), A Sedutora Madame Bovary (Madame Bovary, 1949) e A História de um Egoísta (Patterns, 1956). Em 1953, ele foi o lavrador rústico, casado com Jean Arthur, no memorável western Os Brutos Também Amam/Shane, de George Stevens. Em 1957, foi o rancheiro que se dispõe a levar o facínora Glenn Ford para julgamento na cidade de Yuma, em outro western clássico, Galante e Sanguinário/3:10 to Yuma, de Delmer Daves (refilmado em 2007, com Russell Crowe e Christian Bale; no Brasil, recebeu o nome de Os Indomáveis).
Heflin nunca abandonou o teatro, onde fez sucesso em 1939 com The Philadelphia Story, ao lado de Katherine Hepburn (a peça foi levada ao cinema no ano seguinte, mas o papel de Heflin ficou com James Stewart, que ganhou o Oscar por ele). Esteve também em A Memory of Two Mondays e A View from the Bridge ("Panorama Visto da Ponte", no Brasil), ambas de Arthur Miller. Entre 1947 e 1951, protagonizou a novela radiofônica The Adventures of Philip Marlowe, vivendo o célebre detetive criado por Raymond Chandler. Despediu-se do cinema em 1970, com o filme Aeroporto/Airport, como o marido psicopata de Maureen Stapleton.
Heflin foi casado três vezes. De sua união com Eleanor Scherr não existem mais informações, pois aconteceu em data anterior à sua vida artística. Sabe-se apenas que não durou mais de seis meses. Em 1934, casou-se com Esther Ralston, de quem também se divorciou dois anos depois. Finalmente, em 1942, conseguiu sua união mais duradoura, com Frances Neal, com quem teve seus três filhos: Vana, Cathleen e Tracy. Mas também este casamento terminou em divórcio, vinte e cinco anos mais tarde. Durante a Segunda Guerra Mundial serviu como cinegrafista na Força Aérea.

## Vida pessoal
No início de julho de 1971, Heflin foi internado após sofrer uma indisposição de fundo cardíaco, aparentemente sem maior gravidade. Contudo, poucos dias depois foi acometido de um enfarte fatal, vindo a falecer prematuramente em 23 de julho, aos 62 anos de idade.

## Filmografia
| Ano  | Nome original                    | Nome PT/BR                        | Nome PT/PT                      | Papel                                            | Notas                                                                           |
| ---- | -------------------------------- | --------------------------------- | ------------------------------- | ------------------------------------------------ | ------------------------------------------------------------------------------- |
| 1971 | The Last Child                   |                                   |                                 | Senador Quincy George                            | Para TV                                                                         |
| 1970 | Hallmark Hall of Fame            |                                   |                                 | Joseph of Arimathea                              | Episódio: Neither Are We Enemies                                                |
| 1970 | Airport                          | Aeroporto                         | Aeroporto                       | D. O. Guerrero                                   |                                                                                 |
| 1969 | The Big Bounce                   | Cartada Para o Inferno            |                                 | Sam Mirakian                                     |                                                                                 |
| 1968 | Certain Honorable Men            |                                   |                                 | Champ Donohue                                    | Para TV                                                                         |
| 1968 | Ognuno per sé                    | Os Quatro Malvados                |                                 | Sam Cooper                                       |                                                                                 |
| 1968 | The Danny Thomas Hour            |                                   |                                 | Kreutzer                                         | Episódio: Fear Is the Chain                                                     |
| 1968 | A Case of Libel                  |                                   |                                 | Robert Sloane                                    | Para TV Indicado: Emmy                                                          |
| 1967 | The Man Outside                  |                                   |                                 | Bill MacLean                                     |                                                                                 |
| 1966 | Stagecoach                       | A Última Diligência               |                                 | Marshal Curly Wilcox                             |                                                                                 |
| 1965 | Once a Thief                     | A Marca de um Erro                |                                 | Inspetor Mike Vido SFPD                          |                                                                                 |
| 1965 | The Greatest Story Ever Told     | Maior História de Todos os Tempos |                                 | Bar Amand                                        |                                                                                 |
| 1964 | The Great Adventure              |                                   |                                 | Narrador                                         | Episódio: The Night Raiders Episódio: Wild Bill Hickok - the Legend and the Man |
| 1963 | Cry of Battle                    | A Última Batalha                  |                                 | Joe Trent                                        |                                                                                 |
| 1961 | The Dick Powell Show             |                                   |                                 | Sergeant Paul Maxon                              | Episódio: Ricochet                                                              |
| 1961 | Il relitto                       | Náufragos da Vida                 |                                 | Duncan Bell                                      |                                                                                 |
| 1960 | Sotto dieci bandiere             | Sob Dez Bandeiras                 |                                 | Capitão Bernhard Rogge                           |                                                                                 |
| 1960 | 5 Branded Women                  | Cinco Mulheres Marcadas           |                                 | Velko                                            |                                                                                 |
| 1960 | Playhouse 90                     |                                   |                                 | Capitão                                          | Episódio: The Cruel Day                                                         |
| 1959 | Playhouse 90                     | Bill Kilcoyne                     | Episódio: The Rank and the File |                                                  |                                                                                 |
| 1959 | They Came to Cordura             | Heróis de Barro                   |                                 | Sgt. John Chawk                                  |                                                                                 |
| 1958 | La tempesta                      | Tempestade                        |                                 | Emelyan Pugachov                                 |                                                                                 |
| 1958 | Gunman's Walk                    | Sangue de Pistoleiro              |                                 | Lee Hackett                                      |                                                                                 |
| 1957 | Playhouse 90                     |                                   |                                 | Coronel Sten                                     | Episódio: The Dark Side of the Earth                                            |
| 1957 | 3:10 to Yuma                     | Galante e Sanguinário             |                                 | Dan Evans                                        | Indicado: Prêmio Lauren                                                         |
| 1956 | Patterns                         | A História de um Egoísta          |                                 | Fred Staples                                     |                                                                                 |
| 1955 | Count Three and Pray             | O Vale da Redenção                |                                 | Luke Fargo                                       |                                                                                 |
| 1955 | Battle Cry                       | Qual Será o Nosso Amanhã          |                                 | Major Sam Huxley (CO, 2nd Bn., 6th Marine Regt.) |                                                                                 |
| 1954 | Black Widow                      | A Viúva Negra                     |                                 | Peter Denver                                     |                                                                                 |
| 1954 | Woman's World                    | O Mundo É das Mulheres            |                                 | Jerry Talbot                                     |                                                                                 |
| 1954 | The Raid                         | Vingança Terrível                 |                                 | Maj. Neal Benton (Neal Swayze)                   |                                                                                 |
| 1954 | Tanganyika                       | Tanganika, O Inferno da Selva     |                                 | John Gale                                        |                                                                                 |
| 1953 | Wings of the Hawk                | Revolta do Desespero              |                                 | Irish Gallager                                   |                                                                                 |
| 1953 | Shane                            | Os Brutos Também Amam             |                                 | Joe Starrett                                     | Indicado: BAFTA                                                                 |
| 1953 | South of Algiers                 |                                   |                                 | Nicholas Chapman                                 |                                                                                 |
| 1952 | My Son John                      | Não Desonres o Teu Sangue         | Perseguem o Meu Filho           | Stedman                                          |                                                                                 |
| 1951 | Week-End with Father             | Fim de Semana com Papai           |                                 | Brad Stubbs                                      |                                                                                 |
| 1951 | The Prowler                      | O Cúmplice das Sombras            |                                 | Webb Garwood                                     |                                                                                 |
| 1951 | Tomahawk                         | Coração Selvagem                  |                                 | Bridger                                          |                                                                                 |
| 1950 | Robert Montgomery Presents       |                                   |                                 |                                                  | Episódio: Arrowsmith                                                            |
| 1950 | Nash Airflyte Theatre            |                                   |                                 |                                                  | Episódio: A Double-Dyed Deceiver                                                |
| 1949 | East Side, West Side             | Mundos Opostos                    |                                 | Mark Dwyer                                       |                                                                                 |
| 1949 | Madame Bovary                    | A Sedutora Madame Bovary          |                                 | Charles Bovary                                   |                                                                                 |
| 1948 | Act of Violence                  | Ato de Violência                  |                                 | Frank R. Enley                                   |                                                                                 |
| 1948 | The Three Musketeers             | Os Três Mosqueteiros              |                                 | Athos                                            |                                                                                 |
| 1948 | Tap Roots                        | Raízes da Paixão                  |                                 | Keith Alexander                                  |                                                                                 |
| 1948 | B.F.'s Daughter                  | A Rebelde                         |                                 | Thomas W. 'Tom' Brett                            |                                                                                 |
| 1947 | Green Dolphin Street             | A Rua do Delfim Verde             |                                 | Timothy Haslam                                   |                                                                                 |
| 1947 | Possessed                        | Fogueira de Paixões               |                                 | David Sutton                                     |                                                                                 |
| 1946 | Till the Clouds Roll By          | Quando as Nuvens Passam           |                                 | James I. Hessler                                 |                                                                                 |
| 1946 | The Strange Love of Martha Ivers | O Tempo Não Apaga                 |                                 | Sam Masterson                                    |                                                                                 |
| 1945 | Land and Live in the Desert      |                                   |                                 | Narrador                                         | Não creditado                                                                   |
| 1944 | Land and Live in the Jungle      |                                   |                                 | 1st Lieutenant Lynn Harrison                     | Não creditado                                                                   |
| 1943 | Presenting Lily Mars             | Lili, A Teimosa                   |                                 | John Thornway                                    |                                                                                 |
| 1942 | Tennessee Johnson                | Campeão da Liberdade              |                                 | Andrew Johnson                                   |                                                                                 |
| 1942 | Seven Sweethearts                |                                   |                                 | Henry Taggart                                    |                                                                                 |
| 1942 | Grand Central Murder             | O Trem do Diabo                   |                                 | 'Rocky' Custer                                   |                                                                                 |
| 1942 | Kid Glove Killer                 | Um Assassino de Luvas             |                                 | Gordon McKay                                     |                                                                                 |
| 1941 | Johnny Eager                     | A Estrada Proibida                |                                 | Jeff Hartnett                                    | Oscar de melhor ator (coadjuvante/secundário)                                   |
| 1941 | H.M. Pulham, Esq.                | Sol de Outono                     |                                 | Bill King                                        |                                                                                 |
| 1941 | The Feminine Touch               | Não É Pecado                      |                                 | Elliott Morgan, Publisher                        |                                                                                 |
| 1940 | Santa Fe Trail                   | A Estrada de Santa Fé             | A Estrada de Santa Fé           | Rader                                            |                                                                                 |
| 1939 | Back Door to Heaven              |                                   |                                 | John Shelley, adulto                             |                                                                                 |
| 1937 | Saturday's Heroes                | Heróis do Futebol                 |                                 | Val Webster                                      |                                                                                 |
| 1937 | Annapolis Salute                 | O Amor Não Espera                 |                                 | Clay V. Parker                                   |                                                                                 |
| 1937 | Flight from Glory                | Fugindo da Glória                 |                                 | George Wilson                                    |                                                                                 |
| 1937 | The Outcasts of Poker Flat       | Coração de Jogador                |                                 | Reverendo Samuel 'Sam' Woods                     |                                                                                 |
| 1936 | A Woman Rebels                   | Liberta-te, Mulher                |                                 | Lorde Gerald Waring Gaythorne                    |                                                                                 |